# Когда проснётся Бах
«Когда проснётся Бах» — первый сольный студийный альбом Фёдора Чистякова, лидера группы «Ноль», распавшейся в связи с попаданием Фёдора в психиатрическую клинику. Появление альбома ознаменовало кардинальный отход от прошлого творчества в сторону спокойных инструментальных композиций.
Чистяков поёт только в заглавной песне альбома и кавере «People are strange», вокальную партию ковер-версии «Лесного оленя» исполняют сёстры Знаменские.

## Критика
Критиками и поклонниками распавшейся группы альбом встречен крайне неоднозначно, не все оказались готовы к радикальному отходу Чистякова от звучания группы «Ноль». Впрочем, «Танец обгоревших поленьев» — «ремикс» Адажио композитора Альбинони назвал удачей даже Александр Малюков, признавшийся в нелюбви к «перекладу классической музыки» и крайне негативно отозвавшийся об альбоме в целом. Андрей Бурлака посчитал, что в альбоме отсутствует концепция, которая объединяла бы входящий в него материал. А Олег Климов призвал поклонников старого «Ноля» просто научиться понимать творчество Фёдора Чистякова, такого, каков он есть.
Евгений Козловский, не знакомый с творчеством группы «Ноль» до этого, посчитал главным стержнем альбома, собственно, музыку Иоганна Себастьяна Баха, наполненное чистой радостью жизни воскрешение (и возвращение к молодости) которого и стало сюжетом заглавной песни. Козловский отметил прочувствованность, с какой исполняет композиции Баха Чистяков на своём звучащем как «маленький орган» баяне, барочное звучание «Заката» Лунёвой, органичное на фоне Баха и Альбинони. Вполне вписывающейся в «баховскую» концепцию нашёл Козловский и «одну из самых приятных и чистых» соцреалистических сказок из детства — песню «Лесной олень».

## Список композиций
| №  | Название                                           | Автор(ы)            | Длительность |
| -- | -------------------------------------------------- | ------------------- | ------------ |
| 1. | «Chorale Prelude No. 745»                          | И.С.Бах             | 1:26         |
| 2. | «Когда проснется Бах»                              | Ф.Чистяков          | 6:21         |
| 3. | «Adagio»                                           | Альбинони           | 5:25         |
| 4. | «Танец обгоревших поленьев (Adagio dance version)» | Альбинони           | 3:06         |
| 5. | «People Are Strange»                               | Doors               | 5:21         |
| 6. | «Chorale Prelude No. 73»                           | И.С.Бах             | 7:43         |
| 7. | «Закат»                                            | А.Лунева            | 2:41         |
| 8. | «Лесной олень»                                     | Е.Крылатов, Ю.Энтин | 4:56         |
| 9. | «Sheep May Safely Graze»                           | И.С.Бах             | 6:14         |

## Участники записи
- Фёдор Чистяков — баян, акустическая гитара, электрическая гитара, бас-гитара, металлофон, голос (2, 5) , бас-гитара (3, 5)
- Андрей Магдич — бас-гитара, электрическая гитара (6)
- Сергей Мелихов — барабаны, орган (6), электрическая гитара (5)
- Петр Струков (2, 5) — балалайка, металлофон (2)
- Виктория Знаменская — вокал (4, 8)
- Светлана Знаменская — вокал (8)
- Павел Попов — клавишные (8)

Запись и сведение альбома произведены на студии «Береза-рекордз» (Санкт-Петербург) в 1996 году.